# Charles Doudelet

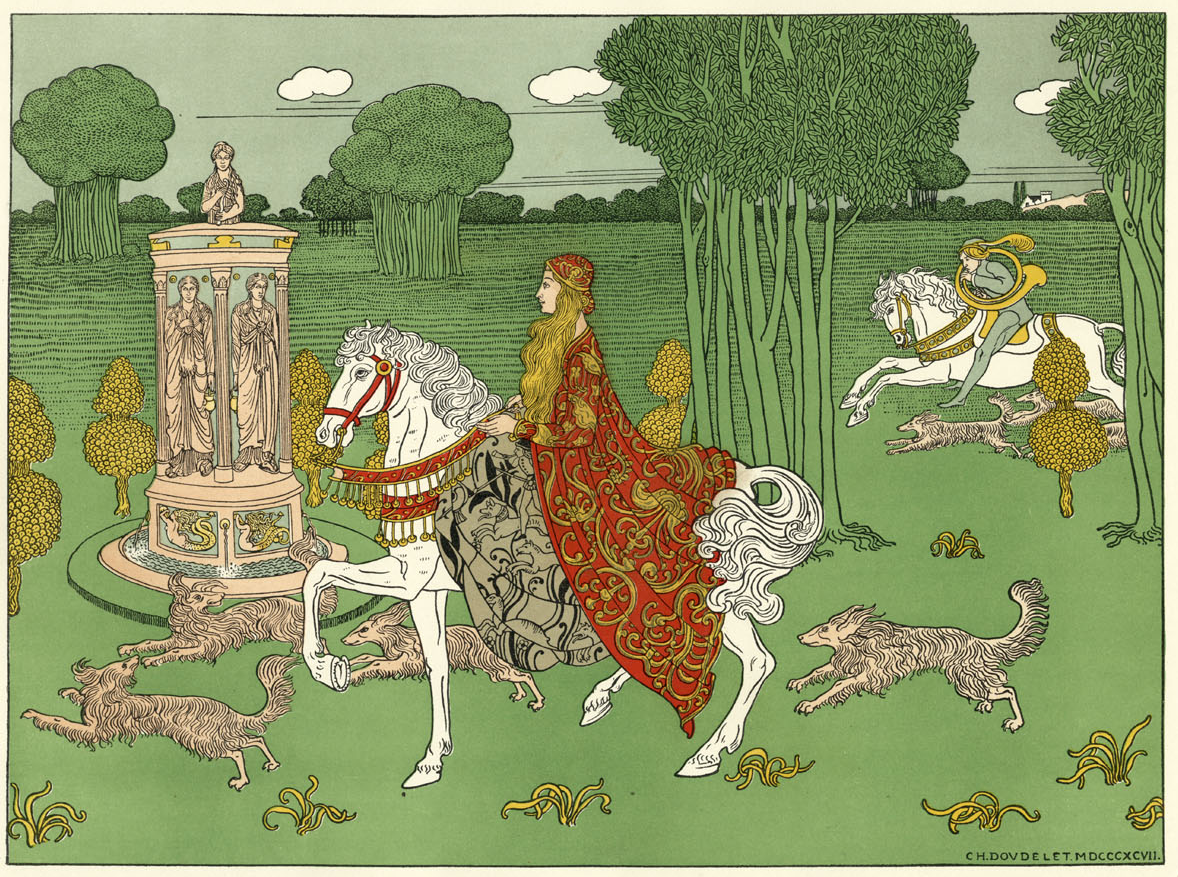
La Chastelaine
(Dame des Herrenhauses)

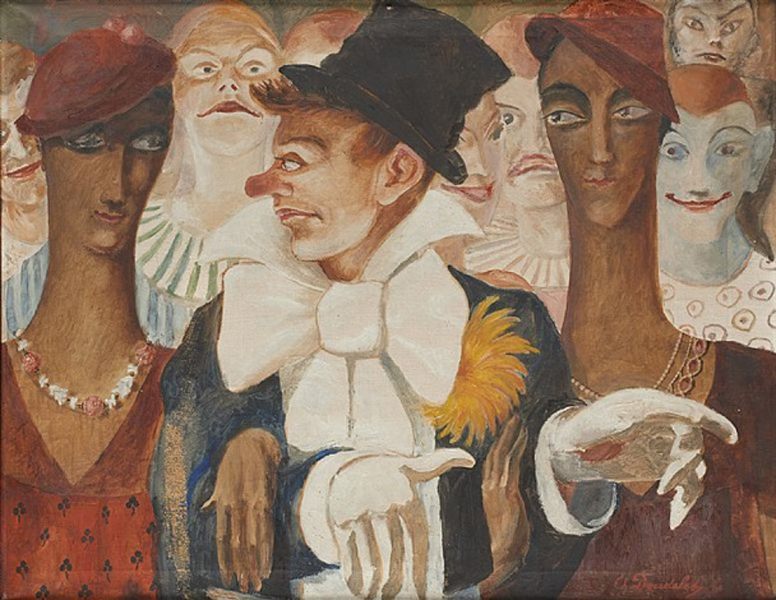
Die Clowns

Charles Doudelet (* 8. Februar 1861 in Lille; † 7. Januar 1938 in Gent) war ein autodidaktischer belgischer Maler, Grafiker und Illustrator.
Erst spät entschloss sich Doudelet, Künstler zu werden. Im französischen Lille geboren, kam er als Kind mit seiner Familie nach Gent. Er studierte zuerst Musik am Konservatorium in Gent, dann Skulptur an der dortigen Gewerbeschule, war in einer Gießerei von Bronzefiguren beschäftigt, in einem Fotoatelier und endlich als Zeichner von Mikroskopbildern an der Genter Universität.
Dank einem Stipendium der Stadt Gent konnte er Paris und Florenz besuchen. Im Alter von 28 Jahren begann er autodidaktisch Holzschnitte, Radierungen und Kupferstiche herzustellen. Er nahm am Amsterdamer Rompreis-Wettbewerb teil. Constantin Meunier erkannte seine Begabung und ermunterte ihn, sich der Malerei zu widmen.
Doudelet debütierte 1893 auf den Ausstellungen der Brüsseler „Les XX“-Künstlergruppe und im Pariser Champ-de-Mars-Salon. Seitdem beschäftigte er sich mit der grafischen Gestaltung zahlreicher Bücher, u. a. von Maurice Maeterlinck. Er wurde Mitarbeiter von „La Revue blanche“, „Pan“ und anderer Zeitschriften.
1900 kam er mit einer kunsthistorischen Mission der belgischen Regierung nach Italien, ließ sich in Florenz nieder und blieb dort mehrere Jahre lang, bereiste auch andere Länder Europas. 1912 erschien sein Buch „La Beauté du Livre“ über die Ästhetik der Buchgestaltung. 1924 verließ er Italien.
Der Stil der Werke Doudelets änderte sich mehrmals: anfangs wurde er von der Kunst des Quattrocento beeinflusst, um die 1900er Jahrhundertwende vom Jugendstil, dann von einer gewissen Brutalität des modernen Holzschnitts.